# 丁主惠
丁主惠（英語：Camy Ting Chu-Wai，1958年7月7日—），香港息影甘草演員，曾為香港無綫電視基本藝人合約藝員及香港電視網絡合約女藝員。她是《2018年度香港小姐競選》季軍丁子田的姑媽，目前現已移居美國並開始淡出香港影視圈，現今較少了逐漸減少演出。

## 簡歷
丁主惠早年曾於1984年底跟隨丈夫的家人自從美國回流重返至香港後，曾在接拍不少廣告後，翌日後選擇加入無綫電視。早期經常演出丑角、二奶角色。2003年經過後隻身搬到美國洛杉磯，成為當地電視劇《Kung Fu Mama》的女主角。2006年，丁主惠她以48歲高齡拍攝露股寫真，可惜對演藝事業幫助不大。至2012年丁主惠約滿離開無綫電視後，她曾轉投香港電視網絡、結束與18年之賓主關係，同年接拍旗下電視劇《我阿媽係黑玫瑰》。於拍攝期間，因拍攝推撞鏡頭而受傷導致後背肌肉拉傷，經診治後要戴頸箍，現已完全康復。但由於丁主惠與香港電視對員工的安全有所疏忽，再加上她與其他離開無綫電視及合作到期後轉投港視的藝人不同，以致有離開的念頭，不過之後澄清當時只是嘗試一下新環境，所以丁主惠最終於2014年1月重返無綫電視，首部回歸作的劇集是《再戰明天》。
至2018年4月中，丁主惠與無綫電視結束合約以及期滿後便退休，再返回美國生活，現時於美國主要拍攝當地廣告及宣傳照片；結束長達34年無綫的合作關係。

## 演出作品

### 電視劇（無綫電視）
- 2000年 《創世紀II天地有情》飾 老闆娘（第87集）
- 2001年 《勇探實錄》飾 陳春
- 2001至2002年 《皆大歡喜(古裝)》飾醜女（第24集）、穩婆（第44集）、小孩母（第65集）、村民（第70集）、 羊嬸（第97、100、127-128、131、137集）、婦人（第101、110、201集）、奶媽應徵者（第121集）、小販（第186集）、胭脂檔小販（第209集）、傻人（第231集）、逑舅母（第270集）、蓮母（第285集）
- 2002年 《彩色世界》飾 鄭太
- 2002年 《法網伊人》飾 邵楚倩（第4集）
- 2002年 《騎呢大狀》飾 村民（第4集）
- 2002年 《烈火雄心II》飾 小童母（第1集）
- 2002年 《流金歲月》飾 麥惠娟
- 2003年 《九五至尊》飾 Eva
- 2003年 《繾綣仙凡間》飾 牛嬸
- 2003年 《十萬噸情緣》飾 團友（第18集）
- 2003年 《黑夜彩虹》飾 黃姑娘
- 2003年 《衛斯理》飾 阿四
- 2003年 《衝上雲霄》飾 母親（第5集）
- 2004年 《鐵翼驚情》飾
- 2004年 《皆大歡喜(時裝)》飾 朱師奶（第344、347、433集）、客人（第377集）
- 2005年 《蓋世孖寶》飾
- 2005年 《妙手仁心III》飾 Amy
- 2007年 《同事三分親》飾 馬太（第183、205、218集）
- 2007年 《建築有情天》飾
- 2008年 《法證先鋒II》飾
- 2008年 《師奶股神》飾 阿姐（第3集）
- 2008年 《畢打自己人》飾
- 2008年 《珠光寶氣》飾 游太（第2、10、23、25、38、50、79集）
- 2009年 《碧血鹽梟》飾 翠鳳
- 2009年 《老婆大人II》飾
- 2009年 《烈火雄心II》飾
- 2009年 《古靈精探B》飾 何飛飛
- 2009年 《廉政行動2009》飾
- 2009年 《巴不得爸爸...》飾 錢太太
- 2010年 《老公萬歲》飾
- 2010年 《飛女正傳》飾 甘素娟
- 2010年 《天天天晴》飾
- 2010年 《女人最痛》飾
- 2010年 《刑警》飾
- 2010年 《依家有喜》飾
- 2011年 《仁心解碼》飾
- 2011年 《魚躍在花見》飾
- 2011年 《Only You 只有您》飾
- 2011年 《誰家灶頭無煙火》飾
- 2011年 《法證先鋒III》飾
- 2011年 《天與地》飾 控方律師（第16、17集）
- 2011年 《怒火街頭》飾 譚詠秋
- 2012年 《怒火街頭2》飾 譚詠秋
- 2012年 《肥婆奶奶扭計媳》飾
- 2013年 《談談情·練練武》飾 Mary
- 2014年 《再戰明天》飾 鄭安妮
- 2015年 《實習天使》飾 家屬
- 2016年 《警犬巴打》飾 甘蜜姬
- 2016年 《超能老豆》飾 小學校長
- 2016年 《巨輪II》飾 崔玲玉（表姨）
- 2017年 《踩過界》飾 安母
- 2018年 《愛·回家之開心速遞》 飾 仇太太（第232集）
- 2018年 《波士早晨》飾 戴娣
- 2018年 《果欄中的江湖大嫂》飾 羅妻（第5集）
- 2018年 《逆緣》飾 琳母（第35集）
- 2018年 《BB來了》飾 招多喜
- 2018年 《是咁的，法官閣下》飾 徐樂怡
- 2019年 《好日子》飾 何淑秋（中年）（第3、17集）

### 電視節目（無綫電視）
- 全台藝員卡拉之星大唱遊

### 電視節目（香港電台）
- 1999年 香港教育電視英文科四年級：《Exploring Hong Kong》飾 Miss Lee

### 電視劇（香港電視網絡）
- 2015年 《我阿媽係黑玫瑰》飾 拐子婆

### 電影
- 1999年 《心動》飾
- 2001年 《幽靈人間》飾 盧旺達妻子
- 2002年 《三更》飾 病理學家
- 2002年 《戀愛行星》飾 陳靜母親

### 微電影
- 2020年 《Shut Off》 飾 Mother（母親）